# Piotr Doubinine
Piotr Vassilievitch Doubinine (en russe : Пётр Васильевич Дубинин) est un joueur d'échecs soviétique né le 30 juin 1909 à Varsovie et mort le 18 novembre 1983 à Gorki. Il fut vice-champion du monde du jeu d'échecs par correspondance.

## Biographie et carrière
Piotr Doubinine finit deuxième ex æquo du championnat de la république fédérative de Russie en 1934 (victoire de Sergueï Belavenets).
Dans le championnat d'URSS d'échecs, il finit 8e ex æquo en 1939 et 7e ex æquo en 1940.
Pendant la Seconde Guerre mondiale, Doubinine servit dans l'Armée et fut décoré de l'Ordre de l'Étoile rouge, de la Médaille « Pour mérites au combat » et de la Médaille pour la victoire sur l'Allemagne dans la Grande Guerre patriotique de 1941-1945. 
Doubinine obtint le titre de maître es sports de l'URSS en 1938, le titre de maître international à sa création en 1950 et le titre de grand maître international d'échecs par correspondance en 1962.
Après la Seconde Guerre mondiale, Doubinine finit deuxième du championnat de la république fédérative de Russie en 1946, puis  premier ex æquo en 1949 mais perdit le match de départage face à Gueorgui Ilivitski. Il remporta la demi-finale du championnat d'URSS 1947 (disputée à Léningrad en 1946), ex æquo avec David Bronstein.

### Jeu par correspondance
Doubinine finit :
- deuxième du deuxième championnat d'URSS d'échecs par correspondance 1952-1955 ;
- 1er-2e du troisième championnat d'URSS par correspondance (1955-1957) ;
- deuxième du quatrième championnat d'URSS par correspondance (1957-1960)

Il finit deuxième du championnat du monde d'échecs par correspondance 1959-1962 remporté par Albéric O'Kelly de Galway.
Il fut cinquième du quatrième championnat du monde par correspondance (1962-1964).